# آلبرتو اورسو
آلبرتو اورسو (انگلیسی: Alberto Urso؛ زادهٔ ۲۳ ژوئیهٔ ۱۹۹۷) خواننده اهل ایتالیا است. وی از سال ۲۰۱۰ میلادی تاکنون مشغول فعالیت بوده است.